# Brachyta balcanica
Brachyta balcanica är en skalbaggsart som först beskrevs av Hampe 1870.  Brachyta balcanica ingår i släktet Brachyta och familjen långhorningar. Inga underarter finns listade.